# Henrik Zetterberg
Carl Henrik Zetterberg (Njurunda, 9 ottobre 1980) è un hockeista su ghiaccio svedese.
In NHL ha giocato sempre nei Detroit Red Wings e dal 15 gennaio 2013 al 14 settembre 2018 (giorno del suo ritiro) è stato il capitano della franchigia. Nel 2008 ha vinto con Detroit la Stanley Cup, segnando il goal decisivo per la vittoria del trofeo e aggiudicandosi anche il titolo di MVP dei playoff. Con la nazionale del suo paese ha vinto i mondiali del 2006 e i XX Giochi olimpici invernali di Torino sempre nello stesso anno. È membro del Triple Gold Club. 

## Caratteristiche tecniche
Il suo ruolo originario è quello di centro, ma ha giocato anche come ala sinistra. Attaccante two-way, dotato di un ottimo equilibrio, forte difensivamente e nel gioco in box play, molto dotato tecnicamente, con una grande visione di gioco e una buona dose di creatività. Pur non essendosi distinto come giocatore fisico sa usare bene il suo corpo, cosa che sfrutta soprattutto nella protezione del disco. Ha segnato parecchi goal malgrado sia un giocatore votato maggiormente alla creazione del gioco, ed è capace di controllare bene il powerplay. Nel 2013 Wayne Gretzky l'ha definito il "miglior giocatore svedese mai approdato in NHL".

## Carriera

### Europa
Inizia a giocare a hockey nella squadra della sua città natale, la Njurunda Sports Club, nelle cui giovanili aveva già militato anche Fredrik Modin. Nel 2008, il club ha rinominato l'arena chiamata "Njurunda Ishall" in "Modin & Zetterberg Hall", in onore ai due hockeisti.
Si fa notare agli occhi degli scout statunitensi per la prima volta durante un torneo in Finlandia. Qui sono presenti Jim Nill, vice-general manager dei Red Wings, e Håkan Andersson, direttore del reparto per la ricerca di giovani talenti in Europa. All'epoca Andersson e Nill si trovavano in Finlandia per osservare il giovane talento Mattias Weinhandl. Durante un torneo Zetterberg mise in luce le sue qualità tanto che Nill ebbe a dire al riguardo: « questo piccolo Zetterberg sembra sempre avere il disco attaccato al bastone ».
Il prolungato possesso del disco era una caratteristica peculiare del gioco dei Detroit Red Wings, perciò nel draft del 1999 Detroit decise di selezionare Henrik Zetterberg al settimo giro, 210º scelta assoluta. I Detroit Red Wings, all'epoca, erano soliti fare crescere le loro speranze giovanili in altre squadre, soprattutto europee, per far fare loro esperienza (ipotecare il proprio futuro, si diceva allora), strategia non esente da critiche. Henrik Zetterberg, dopo il draft, rimase in Svezia per giocare nel Timrå IK, con cui aveva iniziato nel 1997.
In Svezia gioca due stagioni nella Elitserien: nella stagione 2000-2001 viene eletto Rookie of the Year (46 punti in 47 partite), mentre la stagione successiva segna 32 punti in 48 partite, vince il Guldpucken (il premio per il miglior giocatore dell'anno) e viene eletto nell'All-Star Team a fine stagione. Per la stagione 2002-2003 è chiamato in NHL dai Detroit Red Wings. 

### National Hockey League
Henrik Zetterberg debutta il 10 ottobre, contro San José, giocando in linea con Pavel Datsyuk e Brett Hull (in una linea chiamata giornalisticamente "Two Kids and an Old Goat Line"). Al termine della sua prima stagione Zetterberg colleziona 79 presenze e segna 44 punti (22 goal e 22 assist), diventando il miglior marcatore fra i rookie della NHL, davanti a Rick Nash e Tyler Arnason, entrambi con 39 punti). Le sue prestazioni al primo anno non sono tuttavia sufficienti a consentirgli la vittoria del Calder Memorial Trophy, il premio destinato alla miglior matricola: giunge infatti secondo, dietro il vincitore Barret Jackman. Viene tuttavia nominato nell'All-Rookie Team assieme a Sebastien Caron, Jay Bouwmeester, Barret Jackman, Rick Nash e Tyler Arnason. 
La stagione successiva inizia subito in modo difficile per Zetterberg che si infortuna ad una gamba contro Vancouver: è costretto a saltare 21 partite. I numeri alla fine della stagione sono simili a quelli della precedente: 61 partite e 43 punti (15 goal e 28 assist).
A causa del lockout viene cancellata l'intera stagione NHL 2004-2005. Henrik Zetterberg torna in Svezia, nella sua squadra originaria, il Timrå: disputa un ottimo campionato, raccogliendo 50 punti (19 goal, 31 assist) in 50 presenze, che gli valgono il titolo di topscorer del campionato.
Durante la stagione NHL 2005-2006 in alcune occasioni viene nominato capitano alternativo. Il quotidiano svedese Aftonbladet all'epoca avanzava l'ipotesi che Zetterberg potesse diventare capitano di Detroit una volta ritiratosi Steve Yzerman, allora capitano dei Red Wings. Tuttavia, la stagione successiva, al ritiro di Yzerman, viene nominato capitano il connazionale Nicklas Lidström ed Henrik Zetterberg viene nominato capitano alternativo. Nonostante nessuna vittoria di squadra, la stagione è comunque ricca di soddisfazioni: raggiunge il career high (il massimo di punti in carriera) per quanto riguarda gol, assist e punti (rispettivamente 39, 46, 85) e conclude con un +29 di plus/minus. Inoltre, con 17 gol è il miglior marcatore della squadra in powerplay e il secondo per punti: 85, due in meno di Pavel Datsyuk.
Proprio durante la stagione NHL 2005-2006 nasce la linea "Swedish Five", la prima completamente svedese della storia della NHL, il cui nome ricalca la celeberrima "Russian Five": Lidström e Kronwall (o Lilja) in difesa e davanti Zetterberg, Holmström e Samuelsson.
La stagione NHL 2006-2007 è caratterizzata da un infortunio che lo costringe a saltare 19 partite. Tuttavia, mette a segno il suo 100º gol in NHL contro Phoenix l'8 febbraio 2007. Dopo questa partita, Wayne Gretzky, leggenda dell'hockey su ghiaccio e allenatore di Phoenix, dichiarò che « Zetterberg è forse il giocatore più sottovalutato della lega ». Nove giorni dopo, ancora contro i Phoenix Coyotes, Zetterberg segnò il suo primo hat-trick (tripletta) in carriera, servendo anche un assist al compagno Jason Williams. In questa stagione viene anche selezionato per partecipare all'All-Star Game, ma è costretto a rinunciare per un infortunio al polso. L'attaccante svedese si mette tuttavia in luce per le sue qualità come giocatore all-around.

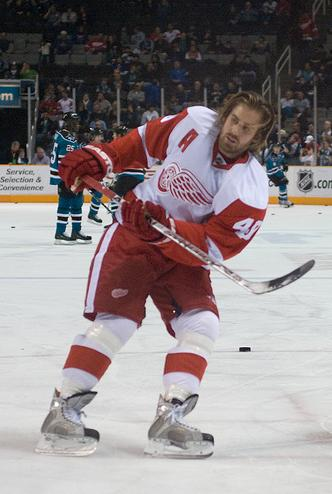
Henrik Zetterberg con la maglia dei Detroit nel 2008

La stagione NHL 2007-2008 inizia in modo molto promettente per Zetterberg e per i Detroit Red Wings: nelle prime 17 partite l'attaccante segna sempre almeno un punto, segnando un nuovo record per la franchigia, superando il precedente di 14 punti, stabilito nel 1960 da Norm Ullman. Viene selezionato nuovamente per l'All-Star Game insieme ai compagni Nicklas Lidström, Pavel Datsyuk e Chris Osgood. Ancora una volta, però, deve rinunciare a giocare per problemi alla schiena. Il 25 aprile 2008 vengono annunciati i finalisti per il Frank J. Selke Trophy, premio assegnato al miglior attaccante difensivo della lega: assieme ai due attaccanti di Detroit, Zetterberg e Pavel Datsyuk vi è anche John Madden, attaccante dei New Jersey Devils. Zetterberg termina la stagione regolare fissando un nuovo career high: 43 goal, 49 assist (92 punti) e un +30. Il 24 maggio segna il suo 12º goal nei playoff: è un record per la franchigia, a parità con il compagno di squadra Johan Franzén (entrambi terminano i playoff con 13 goal a testa). Il 4 giugno 2008 segna il goal decisivo in gara-6 della finale della Stanley Cup, contro i Pittsburgh Penguins: Detroit vince l'11º Stanley Cup della sua storia. Henrik Zetterberg vince anche il Conn Smythe Trophy, premio destinato all'MVP dei playoff, nonché la classifica dei top-scorer dei playoff con 27 punti (13 goal, 14 assist), a pari merito con Sidney Crosby. Con la vittoria della Stanley Cup 2008, Zetterberg entra a far parte, assieme ai compagni di squadra Niklas Kronwall e Mikael Samuelsson, del Triple Gold Club (aggiudicandosi così l'ultima grande competizione dopo il campionato mondiale di hockey su ghiaccio e il torneo olimpico del 2006). Nella corsa al Frank J. Selke Trophy 2008 si posiziona terzo, dietro a Pavel Datsyuk e John Madden. 
Il 28 gennaio 2009 viene rinnovato il suo contratto con i Detroit Red Wings per 12 anni e 72 milioni di dollari, fino alla stagione 2020-2021. All'epoca il suo contratto era il più lungo e costoso mai firmato dalla franchigia di Detroit.
Al termine della regular season 2008-2009, l'attaccante svedese chiude con 31 goal e 42 assist (73 punti) in 77 partite, dietro soltanto a Pavel Datsyuk (97 punti) e davanti a Marián Hossa (71 punti) nella classifica marcatori della squadra. Il campionato si conclude con la finale dei playoff NHL, ancora contro i Pittsburgh Penguins, stavolta con esito opposto: i Red Wings perdono in 7 incontri contro i Penguins (4-3). Zetterberg è terzo nella classifica marcatori del post-season con 24 punti (11 goal e 13 assist), dietro a Sidney Crosby ed Evgeni Malkin. La stagione NHL 2009-2010 colleziona 70 punti, alla pari del compagno di squadra Pavel Datsyuk. Nonostante una lenta partenza ad inizio stagione, Zetterberg si riprende durante la stagione è riesce anche a firmare la sua quarta tripletta in NHL, segnando 3 goal nel terzo periodo della partita giocata il 14 novembre 2009 contro gli Anaheim Ducks. La stagione dei Detroit Red Wings si chiude dopo 12 partite ai playoff, in cui lo svedese totalizza 15 punti. La stagione successiva, 2010-2011, conclude con la media di un punto a partita, totalizzando 80 punti in 80 gare disputate (24 goal, 56 assist) ma il post-season dei Red Wings finisce con la sconfitta per mano dei San Jose Sharks, che estromettono Detroit nelle semifinali di Conference. Simile è anche la stagione NHL 2011-2012: in 82 gare disputate raggiunge quota 69 punti (22 goal, 47 assist) e Detroit esce prematuramente, in sole 5 partite, contro i Nashville Predators.
La stagione successiva 2012-2013 si apre in modo un po' diverso. Il lockout della NHL blocca il campionato, che non comincia come d'abitudine in ottobre. Per non perdere il ritmo partita molti giocatori scelgono di giocare nelle varie leghe europee. Affiancato dal compagno di squadra svizzero Damien Brunner, Zetterberg opta per giocare durante il periodo del lockout nel campionato svizzero con l'EV Zug. In 23 partite segna 16 goal e distribuisce 16 assist (32 punti), e viene eletto MVP del campionato svizzero. Una volta ricominciata la stagione NHL 2012-2013 con la formula accorciata a 48 partite, Henrik Zetterberg torna ai Detroit Red Wings: viene nominato 36º capitano della storia della franchigia il 15 gennaio del 2013, succedendo allo svedese Nicklas Lidström. In 46 gare totalizza 48 punti (11 goal, 37 assist). I Detroit Red Wings acciuffano un posto disponibile per i playoff proprio nelle ultime giornate della stagione regolare, ma l'estromissione nei quarti degli Anaheim Ducks, i Red Wings perdono la semifinale in gara-7 (dopo aver condotto la serie per 3-1) contro i Chicago Blackhawks, poi vincitori della Stanley Cup. In questa stagione il palmarès dell'attaccante svedese si arricchisce di altri due premi: vince l'NHL Foundation Player Award 2012-2013, premio assegnato "al giocatore della NHL che applica i valori fondamentali dell'hockey su ghiaccio - impegno, perseveranza e lavoro di squadra - per arricchire la vita delle persone nella sua comunità", diventando il quarto giocatore non-canadese a ricevere tale riconoscimento (dopo Olaf Kölzig, Ryan Miller e Dustin Brown); inoltre vince il Viking Award quale miglior giocatore svedese in Nord America per la terza volta (dopo le stagioni 2006-2007 e 2007-2008), raggiungendo per numero di riconoscimenti Börje Salming, Peter Forsberg e Markus Näslund. La seconda stagione da capitano dei Detroit Red Wings è in chiaroscuro: una prima parte di stagione all'altezza delle aspettative lo porta ad accumulare 48 punti in 45 incontri (16 goal e 32 assist), ma nella prima partita con la nazionale svedese alle Olimpiadi russe di Soči 2014 si infortuna alla schiena, venendo costretto a saltare il resto della rassegna olimpica e della stagione regolare in NHL (rientra solamente per le ultime due partite dei quarti di finale dei playoff, dove mette a segno 2 punti).
Nelle successive due stagioni mette a referto un totale di 116 punti (66 punti durante la stagione NHL 2014-2015 e 50 punti durante la successiva) giocando un totale di 159 partite, riuscendo inoltre a prendere parte a tutti gli 82 incontri della stagione regolare 2015-2016. In entrambi i post-season, tuttavia, i Detroit Red Wings vengono eliminati al primo turno. Al termine della stagione NHL 2014-2015 viene insignito del King Clancy Memorial Trophy, il premio assegnato al giocatore che "meglio esemplifica le qualità di leader dentro e fuori dal ghiaccio e che fornisce un contributo significativo alla sua comunità dal punto di vista umanitario". Il 1 novembre 2015 contro gli Ottawa Senators mette a referto l'assist numero 500 e raggiunge gli 800 punti, mentre il 6 novembre 2015, contro i Toronto Maple Leafs, segna il goal numero 300, diventando il settimo giocatore svedese in NHL a raggiungere i 300 goal e il quinto giocatore dei Detroit Red Wings a raggiungere 300 goal e 800 punti dopo Gordie Howe, Alex Delvecchio, Steve Yzerman, e Sergei Fedorov.
L'anno successivo, i Detroit Red Wings mancano la qualificazione ai playoff per la prima volta in un quarto di secolo: erano sempre stati presenti nel post-season dalla stagione NHL 1990-1991. Zetterberg termina la stagione con 68 punti in 82 partite, per la terza stagione consecutiva in cima alla classifica marcatori della squadra. Curiosamente, lo svedese gioca il suo millesimo incontro NHL nell'ultima partita di regular season giocata alla Joe Louis Arena, che celebra così la chiusura dei battenti per lasciare spazio alla nuovissima Little Caesars Arena, il palazzetto che dalla stagione 2017-2018 è la nuova pista di ghiaccio per le partite casalinghe dei Detroit Red Wings. Zetterberg diventa così il settimo giocatore in maglia biancorossa ad aver giocato 1000 partite con la franchigia, dietro a Gordie Howe, Nicklas Lidström, Alex Delvecchio, Steve Yzerman, Kris Draper e Tomas Holmström. La stagione NHL 2017-2018 segna altri due importanti traguardi per il giocatore svedese: il 24 febbraio 2018 raggiunge a quota 335 goal Ted Lindsay, leggenda dei Detroit Red Wings, mentre poco più di un mese più tardi, il 29 marzo, segna il punto 954 in carriera raggiungendo Sergei Fedorov al quinto posto di tutti i tempi nella classifica della franchigia. La sua stagione termina con 11 goal e 45 assist (56 punti) in 82 partite.
Il 14 settembre 2018, appena prima dell'inizio della stagione NHL 2018-2019 annuncia il suo ritiro dall'hockey giocato, a causa dei continui dolori e di un problema degenerativo alla schiena che gli impedisce di allenarsi e giocare ad hockey ad alti livelli. L'attaccante svedese rimane tuttavia sotto contratto con i Detroit Red Wings fino alla stagione NHL 2020-2021, venendo spostato nelle riserve infortunate a lungo termine (in inglese LTIR, long-term injured reserves) per gli ultimi tre anni del suo contratto, in modo da non pesare sul salary cap della squadra. Complessivamente nelle 15 stagioni con la maglia dei Detroit Red Wings ha totalizzato 1082 presenze (sesto nella storia della franchigia), 337 goal, 623 assist e un totale di 960 punti (+160), posizionandosi quinto in tutte e tre le categorie per quanto riguarda la franchigia dei Detroit Red Wings. A ciò si aggiungono 13 partecipazioni al post-season della NHL, per un totale di 137 presenze (decimo nella classifica di franchigia), 57 goal (terzo), 63 assist (settimo), 120 punti (quinto) e un +/- di +41.
Il 13 gennaio 2021 l'attaccante statunitense Dylan Larkin viene eletto 37º capitano dei Detroit Red Wings, succedendo a Henrik Zetterberg.

### Nazionale svedese

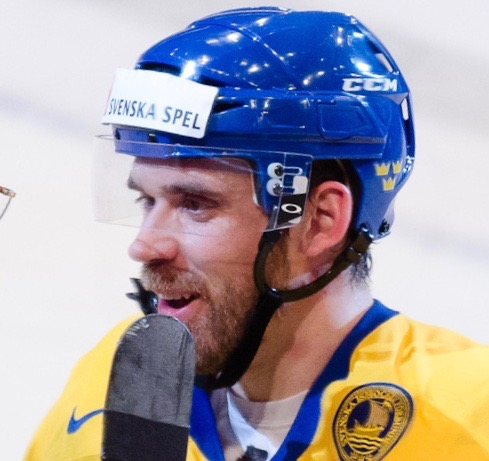
IIHF 2012

Henrik Zetterberg ha fatto stabilmente parte della nazionale svedese dal 2001, anno della sua prima partecipazione a un campionato del mondo, e poi dal 2002 anche nella nazionale olimpica, avendo preso parte alle Olimpiadi di Salt Lake City. In quell'occasione, Zetterberg fu uno dei soli tre giocatori non-NHL ad essere convocato dalla nazionale svedese. 
Ai campionati mondiali di hockey del 2006 vinse la medaglia d'oro, segnando 5 punti (2 goal e 3 assist) in 8 partite. In totale ha partecipato a sei mondiali, vincendo una medaglia in quattro di essi: una medaglia di bronzo al Campionato mondiale di hockey su ghiaccio nel 2001, una medaglia di bronzo nel 2002, una medaglia d'argento nel 2003, un quarto posto nel 2005, l'oro nel 2006 e un sesto posto nel 2012. Ai Mondiali del 2012, l'attaccante svedese mette a referto 15 punti in 8 partite (3 goal e 12 assist), risultando essere uno dei migliori marcatori del torneo e venendo eletto nell'All-Star Team del mondiale.
La linea Swedish Five dei Red Wings, della quale Henrik Zetterberg ha fatto parte, ebbe occasione di mettersi in mostra anche durante i Giochi olimpici di Torino del 2006 dove la Svezia vinse l'oro: durante la finale vinta dalla Svezia contro la Finlandia per 3-2, Zetterberg mise a segno la prima rete. L'attaccante svedese mise a referto un totale di 6 punti (3 goal e 3 assist) in 8 partite. 
Durante i Giochi olimpici invernali di Vancouver del 2010, Zetterberg rimase in ombra per tutto il torneo, riuscendo solo a segnare una rete durante la decisiva sconfitta nei quarti di finale contro la Slovacchia. In qualità di capitano della sua nazionale, alle Olimpiadi di Soči 2014, Zetterberg segna una rete nel vittorioso debutto contro la Repubblica Ceca (2-4 per gli svedesi), ma è costretto ad alzare bandiera bianca per tutto il resto del torneo a causa di un infortunio alla schiena. La nazionale svedese si aggiudica la medaglia d'argento perdendo la finalissima contro il Canada per 3-0. Complessivamente ha partecipato a quattro edizioni dei Giochi olimpici invernali, vincendo due medaglie: un quinto posto a Salt Lake City nel 2002, la medaglia d'oro a Torino nel 2006, un quinto posto a Vancouver 2010 e l'argento di Soči 2014.
Durante il corso della sua carriera è stato selezionato anche per due edizioni della World Cup of Hockey: nell'edizione 2004 ottiene il quinto posto con la nazionale svedese, mentre per la World Cup of Hockey 2016 viene selezionato e nominato capitano: tuttavia, l'attaccante deve rinunciare a prendere parte al torneo a causa di un infortunio, e viene sostituito da Mikael Backlund (come capitano della selezione viene invece scelto Henrik Sedin).

## Palmarès

### NHL
- Stanley Cup: 2008 (Detroit Red Wings)

### Olimpiadi
- Oro: Torino 2006
- Argento: Soči 2014

### Campionato mondiale IIHF
- Oro: 2006 (Roster Svezia)
- Argento: 2003 (Roster Svezia)
- Bronzo: 2001 (Roster Svezia); 2002 (Roster Svezia)

### Altro
- Triple Gold Club : 4 giugno 2008 (Stanley Cup), dopo avere vinto la medaglia d'oro ai Giochi olimpici di Torino 2006 il 26 febbraio 2006 e la medaglia d'oro al Campionato mondiale di hockey su ghiaccio in Lettonia il 21 maggio 2006.

## Statistiche Carriera

### Stagione regolare e playoff
| 1997–98 | Timrå IK          | Swe-2 | 16   | 1   | 2   | 3   | 4   | 4   | 0  | 1  | 1   | 0  |
| 1998–99 | Timrå IK          | Swe-2 | 37   | 15  | 13  | 28  | 2   | 4   | 2  | 1  | 3   | 2  |
| 1999–00 | Timrå IK          | Swe-2 | 42   | 20  | 14  | 34  | 20  | 10  | 10 | 4  | 14  | 4  |
| 2000–01 | Timrå IK          | SEL   | 47   | 15  | 31  | 46  | 24  | —   | —  | —  | —   | —  |
| 2001–02 | Timrå IK          | SEL   | 48   | 10  | 22  | 32  | 20  | —   | —  | —  | —   | —  |
| 2002–03 | Detroit Red Wings | NHL   | 79   | 22  | 22  | 44  | 8   | 4   | 1  | 0  | 1   | 0  |
| 2003–04 | Detroit Red Wings | NHL   | 61   | 15  | 28  | 43  | 14  | 12  | 2  | 2  | 4   | 4  |
| 2004–05 | Timrå IK          | SEL   | 50   | 19  | 31  | 50  | 24  | 7   | 6  | 2  | 8   | 2  |
| 2005–06 | Detroit Red Wings | NHL   | 77   | 39  | 46  | 85  | 30  | 6   | 6  | 0  | 6   | 2  |
| 2006–07 | Detroit Red Wings | NHL   | 63   | 33  | 35  | 68  | 36  | 18  | 6  | 8  | 14  | 12 |
| 2007–08 | Detroit Red Wings | NHL   | 75   | 43  | 49  | 92  | 34  | 22  | 13 | 14 | 27  | 16 |
| 2008–09 | Detroit Red Wings | NHL   | 77   | 31  | 42  | 73  | 36  | 23  | 11 | 13 | 24  | 13 |
| 2009–10 | Detroit Red Wings | NHL   | 74   | 23  | 47  | 70  | 26  | 12  | 7  | 8  | 15  | 6  |
| 2010–11 | Detroit Red Wings | NHL   | 80   | 24  | 56  | 80  | 40  | 7   | 3  | 5  | 8   | 2  |
| 2011–12 | Detroit Red Wings | NHL   | 82   | 22  | 47  | 69  | 47  | 5   | 2  | 1  | 3   | 4  |
| 2012–13 | EV Zug            | NLA   | 23   | 16  | 16  | 32  | 20  | —   | —  | —  | —   | —  |
| 2012–13 | Detroit Red Wings | NHL   | 46   | 11  | 37  | 48  | 18  | 14  | 4  | 8  | 12  | 8  |
| 2013–14 | Detroit Red Wings | NHL   | 45   | 16  | 32  | 48  | 20  | 2   | 1  | 1  | 2   | 0  |
| 2014–15 | Detroit Red Wings | NHL   | 77   | 17  | 49  | 66  | 32  | 7   | 0  | 3  | 3   | 8  |
| 2015–16 | Detroit Red Wings | NHL   | 82   | 13  | 37  | 50  | 24  | 5   | 1  | 0  | 1   | 4  |
| 2016–17 | Detroit Red Wings | NHL   | 82   | 17  | 51  | 68  | 22  | —   | —  | —  | —   | —  |
| 2017–18 | Detroit Red Wings | NHL   | 82   | 11  | 45  | 56  | 14  | —   | —  | —  | —   | —  |
| NHL     | NHL               | NHL   | 1082 | 337 | 623 | 960 | 401 | 137 | 57 | 63 | 120 | 79 |
| SHL     | SHL               | SHL   | 145  | 44  | 84  | 128 | 68  | 7   | 6  | 2  | 8   | 2  |
| NLA     | NLA               | NLA   | 23   | 16  | 16  | 32  | 20  | —   | —  | —  | —   | —  |

### Nazionale
| Anno   | Squadra | Rassegna | Posizione |    | Partite | G  | A  | Punti | PIM |
| ------ | ------- | -------- | --------- | -- | ------- | -- | -- | ----- | --- |
| 1998   | Svezia  | CE U18   | 1°        | 6  | 2       | 1  | 3  | 4     |     |
| 2000   | Svezia  | CM U20   | 5°        | 7  | 3       | 2  | 5  | 8     |     |
| 2001   | Svezia  | CM       | 3°        | 9  | 1       | 3  | 4  | 2     |     |
| 2002   | Svezia  | GO       | 5°        | 4  | 0       | 1  | 1  | 0     |     |
| 2002   | Svezia  | CM       | 3°        | 9  | 0       | 7  | 7  | 4     |     |
| 2003   | Svezia  | CM       | 2°        | 9  | 3       | 4  | 7  | 2     |     |
| 2004   | Svezia  | WCH      | 5°        | 4  | 1       | 1  | 2  | 4     |     |
| 2005   | Svezia  | CM       | 4°        | 9  | 2       | 4  | 6  | 4     |     |
| 2006   | Svezia  | GO       | Oro       | 8  | 3       | 3  | 6  | 0     |     |
| 2006   | Svezia  | CM       | 1°        | 8  | 2       | 3  | 5  | 6     |     |
| 2010   | Svezia  | GO       | 5°        | 4  | 1       | 0  | 1  | 2     |     |
| 2012   | Svezia  | CM       | 6°        | 8  | 3       | 12 | 15 | 4     |     |
| 2014   | Svezia  | GO       | Argento   | 1  | 1       | 0  | 1  | 0     |     |
| Junior | Junior  | Junior   | Junior    | 13 | 5       | 3  | 8  | 12    |     |
| Senior | Senior  | Senior   | Senior    | 73 | 17      | 38 | 55 | 28    |     |

## Vita privata
Henrik Zetterberg è legato alla conduttrice svedese e modella Emma Andersson, che ha sposato il 23 luglio 2010 in una località vicino Mölle, in Svezia. Ai festeggiamenti, durati addirittura tre giorni, erano presenti molti suoi compagni di squadra, soprattutto svedesi, come Johan Franzen, Nicklas Lidström o Andreas Lilja, ma anche stranieri come Pavel Datsyuk e Valtteri Filppula. Come consono a molti giocatori europei, torna nella natìa Svezia per i mesi estivi quando il campionato nordamericano è terminato. Gli piace molto praticare il wakeboard e andare in barca.
A 17 anni ha servito per sette mesi e mezzo nell'esercito svedese - una rarità tra i giocatori NHL - poiché la Svezia all'epoca aveva il servizio di leva obbligatoria.

### Filantropia
Nel 2013, assieme alla moglie Emma Andersson, ha fondato la Zetterberg Foundation, una fondazione che si occupa di supportare e finanziare individui e comunità povere in tutto il mondo. La Zetterberg Foundation si concentra soprattutto sui bambini, l'educazione e l'assistenza sanitaria, principalmente negli Stati Uniti e in Etiopia.